# Apologies, I Have None
Apologies, I Have None is een Engelse indierockband met een sterke DIY-ethiek. De band is afkomstig uit Londen en wordt sterk beïnvloed door de punkmuziek. De teksten van de band zijn vaak melancholiek. Apologies, I Have None heeft tot op heden twee studioalbums en een reeks singles en ep's laten uitgeven, waarvan veel onder eigen beheer.

## Geschiedenis
Apologies, I Have None begon als een band van twee muzikanten, Dan Bond en Josh Mckenzie, die beiden zongen en gitaar- en drummuziek verzorgden. In 2007 brachten ze hun eerste ep uit, getiteld Done, die beschikbaar was op cd en als een gratis muziekdownload via de website van de band. Op 18 maart 2009 brachten ze hun tweede ep uit, getiteld Two Sticks and Six Strings. Later in 2009 breidden ze de formatie uit door basgitarist PJ Shepherd en drummer Joe Watson aan de band toe te voegen.
In mei-juni 2011 nam Apologies, I Have None een nieuw studioalbum op dat in 2012 zou verschijnen. Op 19 maart 2012 werd door Apologies, I Have None het debuutalbum London uitgegeven. De band bracht zelf de cd-versie van het album uit en werkte samen met het Londense punklabel Household Name Records om de lp-versie uit te laten geven. Het label drukte ook op een gelimiteerde versie van het album, namelijk een wit gekleurde versie van de lp waarvan er slechts 75 exemplaren werden gemaakt. Later werd het album uitgebracht door Uncle M Music in Duitsland.
Op 20 februari 2014 kondigde de band via hun Facebook-pagina aan dat oorspronkelijk lid Dan Bond de band zou verlaten en dat ze als een trio zouden doorgaan. Later kwam gitarist Simon Small bij Apologies, I Have None spelen en was de band weer een kwartet. Halverwege dat jaar liet de band de ep Black Everything uitgeven via Uncle M Music. Op 22 augustus 2014 kondigde de band via hun Facebook-pagina aan dat bassist PJ Shepherd de band had verlaten. Hij werd later vervangen door James Hull.
In 2014-2015 werd het studioalbum Pharmacie geschreven en opgenomen. Het album stond gepland voor 26 augustus 2016 en werd op die datum ook uitgegeven door de samenwerkende platenlabels Holy Roar Records, Uncle M en Animal Style Records op cd en lp in heel Europa.

## Leden
| Huidige leden - Josh Mckenzie - zang, gitaar (2004-heden) - Joe Roy Watson - drums (2009-heden) - Simon Small - gitaar (2014-heden) - James Hull - basgitaar (2014-heden) | Voormalige leden - Dan Bond - zang, gitaar (2004-2014) - PJ Shepherd - basgitaar (2009-2014) - Lee Hartney - basgitaar (2014) |

## Discografie
Studioalbums
| Jaar | Titel     | Label(s)                                             |
| ---- | --------- | ---------------------------------------------------- |
| 2012 | London    | Household Name Records Uncle M Music                 |
| 2016 | Pharmacie | Holy Roar Records Uncle M Music Animal Style Records |

Singles en ep's
| Jaar | Titel                                    | Label(s)                        |
| ---- | ---------------------------------------- | ------------------------------- |
| 2007 | Done                                     | (eigen beheer)                  |
| 2009 | Two Sticks & Six Strings                 | (eigen beheer)                  |
| 2010 | Sat in Vicky Park/Joiners and Windmills  | (eigen beheer)                  |
| 2011 | Calvinball/ONSIND/Apologies, I Have None | Specialist Subject Records      |
| 2012 | Clapton Pond                             | (eigen beheer)                  |
| 2014 | Black Everything                         | Beach Community                 |
| 2016 | Apologies, I Have None/Luca Brasi        | Holy Roar Records Uncle M Music |